# 志田林三郎

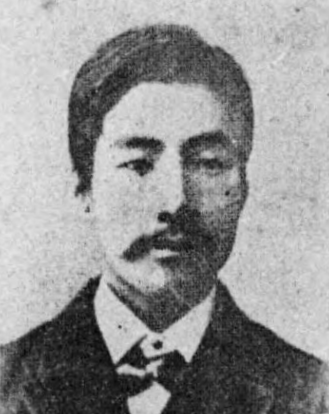
志田林三郎

志田 林三郎（しだ りんざぶろう、1856年2月1日（安政2年12月25日） - 1892年（明治25年）1月4日）は、日本の物理学者・電気工学者。佐賀県小城郡東多久村（現在の多久市、当時佐賀藩）生まれ。工学博士、電気学会創設者。
日本で初めて工学博士となった5人のうちの1人。他に古市公威、松本荘一郎、原口要、長谷川芳之助がいる。

## 生涯
饅頭屋の子として小城郡東多久村別府に生まれる。早くに父親を亡くし、母の手で育てられたが、神童の誉れ高く、佐賀藩家老多久氏の家臣に取り立てられる。幼少時から学問に優れ、特に数学が得意だった。藩費により1872年に工部省工学寮（後に工部大学校、現在は東京大学工学部）に入学し、ウイリアム・エアトン等の下で電信学を学んだ。1879年に電信科を首席で卒業し、日本初の工学士となった（同期に辰野金吾がいた）。逓信省電信局長就任。翌1880年にスコットランドのグラスゴー大学に留学し、ウィリアム・トムソン（ケルビン卿）の下で物理学、数学などを学び、数々の研究を行った。
帰国後、工部省電信局で日本の電信技術のために働きつつ、工部大学校（後帝国大学）教授として電気工学等の専門教育に励んだ。また1885年に誕生した逓信省の設置提案を行った電気や通信、磁気や物理など幅広い研究を数々行い、中でも1886年の隅田川の水面を導体として用いた導電式無線通信実験は、マルコーニの無線実験より9年前に行われたとして評価されている。1888年、日本初の工学博士となった。
明治時代の当時、物理学や土木工学の一部と考えられることが多かったといわれる電気利用技術の将来性について注目しており、電気工学の普及、発展を進めるため1888年5月に電気学会の創設を宣言し、逓信省大臣だった榎本武揚を会長に据えて設立した。電気学会第1回の総会で、電気工学が実現しうる未来技術（無線通信、長距離電送、映像音声記録など）について演説し、その後その予測が次々と実現してきたため、先見性を評価する声が多い。
1891年夏より大磯に転地静養していたが、1892年、麻生の赤十字病院にて36歳で亡くなった。墓所は青山霊園。
米国『エレクトリカル・エイジ』誌はその死を報じ、哀悼の意を表した。

## 家族
- 妻・富子（1866－1901） - 陸軍少佐・安満伸愛の娘[4]。安満欽一は弟。
- 長男・志田文雄（1886頃－1938） -  日本電気第3代社長（専務）。東京府第一中学、第三高等学校 (旧制)卒。日電時代には、米国I.S.E社（International Standard Electric Corporation、ウェスタン・エレクトリック傘下）との技術援助協約の不平等性を分析し、産業の国産化運動に寄与した[5]。北支視察の帰途、悪性肺炎に侵され、大阪府の甲南病院で死去[6]。
- 娘・渡辺ヒデ（1889年生） - 渡辺廉吉の長男・信の妻[7]。

## 栄典・授章・授賞
位階
- 1886年（明治19年）7月8日 - 従六位[8]

勲章等
- 1889年（明治22年）11月29日 - 大日本帝国憲法発布記念章[9]